# Wierzbięcin (województwo pomorskie)
Wierzbięcin (kaszb. Wierzbiãcëno, niem. Grünhagen) – wieś w Polsce położona w województwie pomorskim, w powiecie słupskim, w gminie Redzikowo. Miejscowość wchodzi w skład sołectwa Bruskowo Małe.
W latach 1975–1998 miejscowość administracyjnie należała do województwa słupskiego.

## Nazwa
Nazwa jest tzw. chrztem nazewniczym i ma charakter pseudodzierżawczy. Powstała przez dodanie do nazwy osobowej Wierzbięta formantu -ino. Pierwotna niemiecka nazwa Grünhagen, wzmiankowana po raz pierwszy w 1863, ma charakter topograficzny i powstała ze złożenia dwóch członów: przymiotnika grün „zielony” i nazwy pospolitej Hagen „zarośla, łąka”.
Rada Języka Kaszubskiego proponuje kaszubską formę nazwy Wierzbiãcëno.